# Guarene
Guarene (piemontesisch Guaren-e) ist eine Gemeinde in der italienischen Provinz Cuneo (CN), Region Piemont.

## Lage und Einwohner
Guarene liegt 63 Straßenkilometer nordöstlich von der Provinzhauptstadt Cuneo entfernt, in der Weinregion Roero. Das Gemeindegebiet umfasst eine Fläche von 13 km² und hat 3546 Einwohner (Stand 31. Dezember 2023).
Im Jahr 2019 wurde es zur Gemeinde mit der orangefarbenen Flagge (Bandiera Arancione) des italienischen Touring Clubs ernannt, im Jahr 2021 erhielt es die Auszeichnung Spighe Verdi und im Jahr 2023 wurde es in den kleinen Kreis der schönsten Dörfer Italiens (I borghi più belli d’Italia) aufgenommen.
Die Nachbargemeinden sind Alba, Barbaresco, Castagnito, Corneliano d’Alba, Piobesi d’Alba und Vezza d’Alba.

## Geschichte

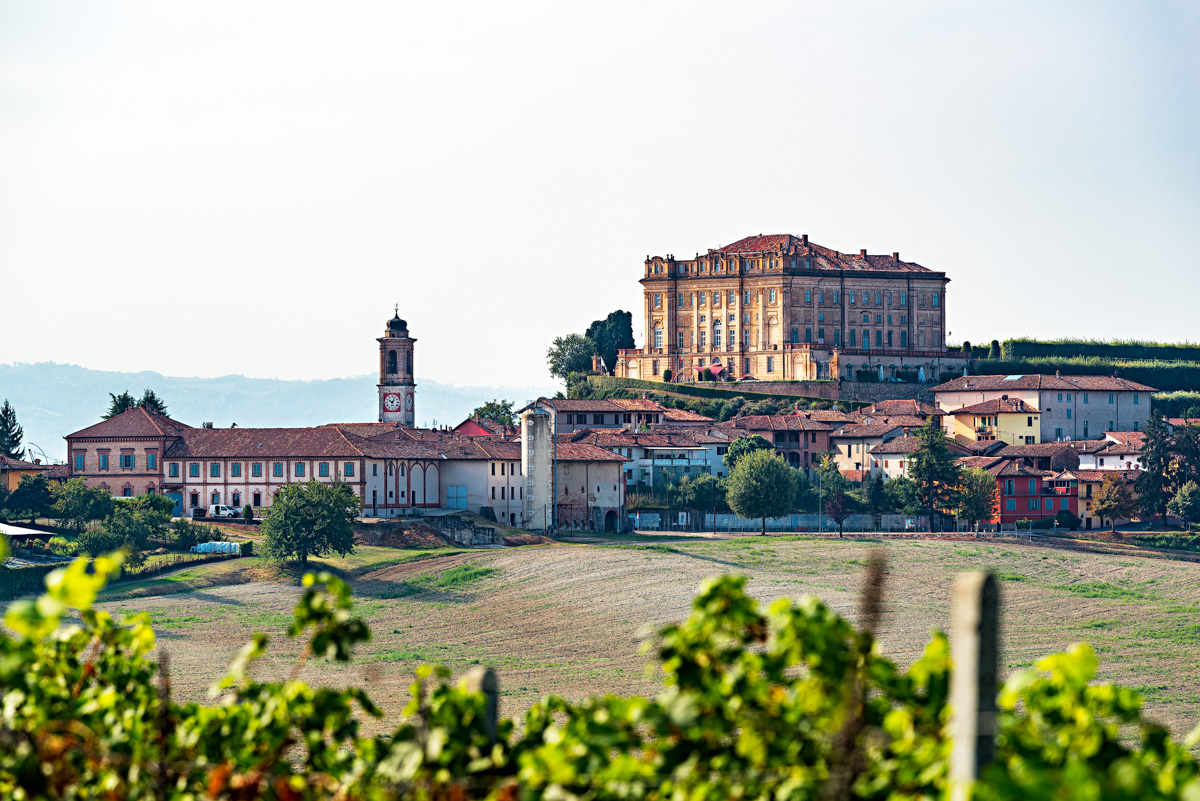
Das Schloss von Guarene

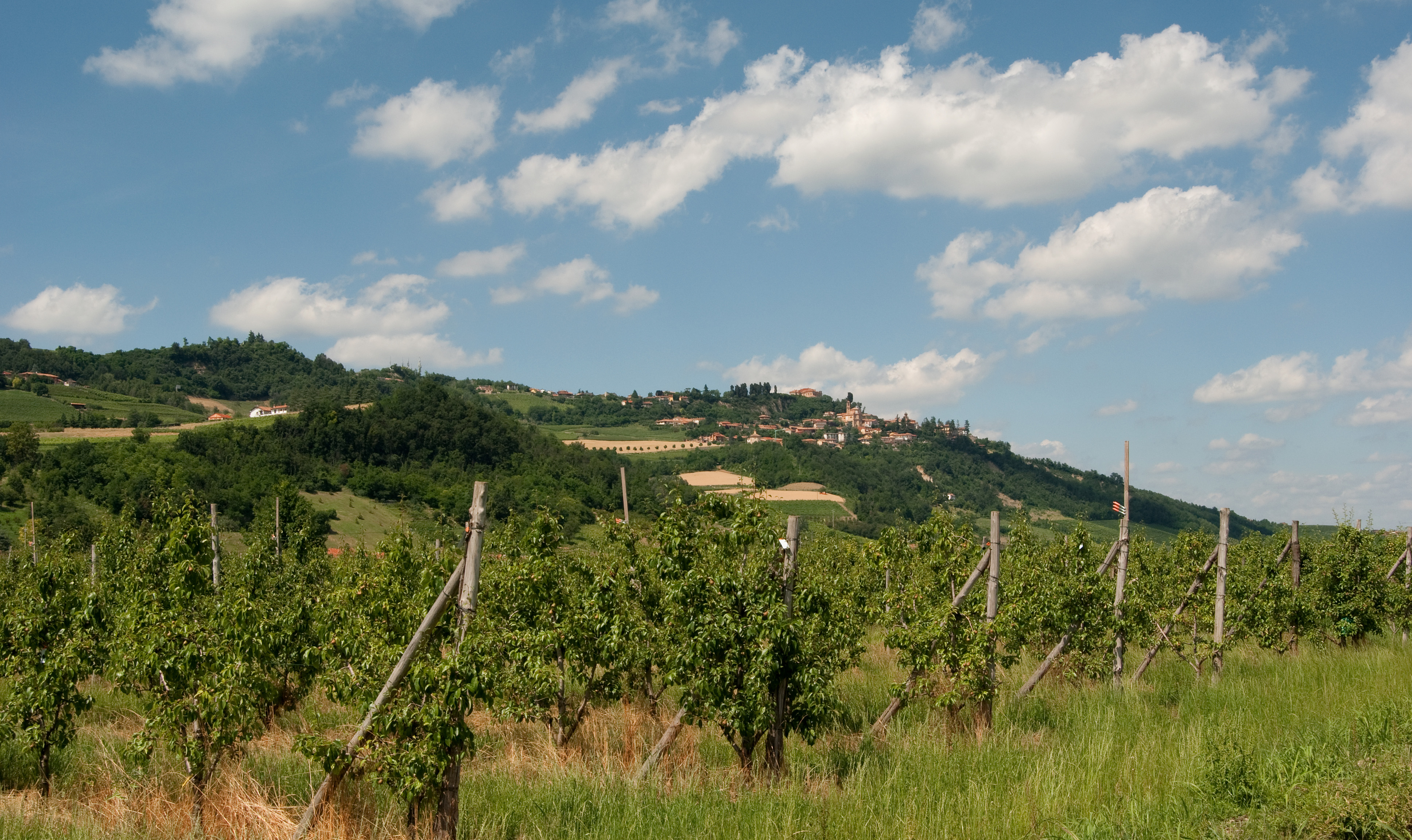
Panorama Guarene

Die ersten Zeugnisse des Ortsnamens erscheinen im Jahr 1194 als „Gaurena“, „Gorena“ und dann „Guarena“. Nach Ansicht einiger Gelehrter scheint es die Fortsetzung des spätlateinischen GUARINA darzustellen, das als „Zuflucht, Asyl“ sowie „Wassergraben und Burg mit Wassergraben“ verstanden wird.
Im Jahr 1379 unterstand es der Gerichtsbarkeit der Familie Roero, einer Adelsfamilie aus Asti. Es ging später an die Herzöge von Mantua über. Im Jahr 1617, zur Zeit der Kriege um Monferrato, zeigte sich seine strategische Bedeutung, als die Franzosen und Savoyer die Stadt plünderten, um die Spanier zu vertreiben. Mit dem Vertrag von Cherasco im Jahr 1631 gelangte es in die Grenzen Savoyens. Im selben Jahr wütete die verheerende Pest, die die Bevölkerung von Guarene halbierte.
Aus historisch-architektonischer Sicht ist das alte Schloss interessant, das im 18. Jahrhundert mehrmals erweitert und 1726 komplett umgebaut wurde. 2011 wurde es zu einem Hotel umgebaut. Bemerkenswert sind außerdem die 1777 erbaute Kapelle Santa Teresa und die Pfarrkirche der Heiligen Bartolomeo und Petrus im Barockstil mit einem einzigen Kirchenschiff, in deren Inneren sich einige interessante Gemälde befinden. Auch die Kirche Santissima Annunziata, Sitz der gleichnamigen Bruderschaft.  gehört zu den wertvollen Bauten.